# Polar (film, 1984)
Pour les articles homonymes, voir Polar.
Pour plus de détails, voir Fiche technique et Distribution.
Polar est un film français réalisé par Jacques Bral, sorti en 1984 d'après le roman Morgue pleine de Jean-Patrick Manchette.

## Synopsis
Eugène Tarpon est détective privé à Paris, démoralisé par son manque de clientèle. Une jeune femme, Charlotte, le charge d'étudier le meurtre de son amie Louise, avant de disparaitre. Lorsqu'il se rend sur les lieux du crime il est considéré comme suspect par la police. Relâché, un journaliste lui révèle que Lyssenko, réalisateur de films pornos, pourrait avoir été l'objet de la vengeance de l'amant de Louise. Charlotte réapparait.

## Fiche technique
- Titre : Polar
- Réalisation : Jacques Bral, assisté de Richard Debuisne
- Scénario : Jacques Bral, Jean-Paul Leca et Julien Lévi d'après le roman de Jean-Patrick Manchette
- Production : Jacques Bral
- Musique : Karl-Heinz Schäfer
- Photographie : Jacques Renoir
- Montage : Anne Boissel
- Pays d'origine :  France
- Genre : policier, thriller
- Durée : 97 minutes
- Dates de sortie :
  -  France : 21 mars 1984

## Distribution
- Jean-François Balmer : Eugène Tarpon
- Sandra Montaigu : Charlotte Le Dantex
- Pierre Santini : Coccioli
- Roland Dubillard : Jean-Baptiste Haymann
- Claude Chabrol : Theodore Lyssenko
- Jean-Paul Bonnaire : Gerard Sergent
- Marc Dudicourt : le Loup
- Gérard Hérold : Foran
- Jean-Marie Lemaire : le bandit
- Gérard Loussine : César
- Max Vialle : Le Doux
- Jean Barney : Inspecteur Conan
- Jean Cherlian : un inspecteur
- Jean-Louis Foulquier : Alfonsino
- Pierre Londiche : Commissaire Coquelet
- Hugues Quester : le violent
- François Toumarkine : l'huissier
- François Guérif : le patron de l'hôtel qui lit "Polar"